# Камарена-Уильямс, Джиллиан
Джиллиан Мэри «Джилл» Камарена-Уильямс (англ. Jillian Mary "Jill" Camarena-Williams, р. 2 марта 1982 года) — американская легкоатлетка, специализирующаяся на  толкании ядра. Победительница Панамериканского чемпионата среди юниоров в 1999 и 2001 годах. Трёхкратная чемпионка США на открытом воздухе — 2006 (18,92 м); 2010 (19,13 м); 2012 (19,16 м). Восьмикратная чемпионка США в помещении — 2005 (17,31 м); 2006 (19,26 м); 2007 (18,46 м); 2008 (18,11 м); 2009 (18,59 м); 2010 (18,63 м); 2011 (19,87 м); 2012 (19,56 м)
Выступала на олимпийских играх 2008 года, где заняла 8-е место. На Олимпиаде 2012 года в Лондоне не смогла выйти в финал.

## Допинг
В июле 2013 года спортсменка сдала мочу на анализы, проведённые антидопинговым агентством США. В моче был найден запрещённый препарат кломифен. В ходе разбирательств спортсменка пояснила, что принимала данный препарат осознанно, так как хотела завести ребёнка. Так же по её словам, препарат ей прописал её лечащий врач. Однако в октябре 2013 года комиссия приняла решение о её дисквалификации на 6 месяцев — с 1 июля 2013 года по 1 января 2014 года.

## Биография
5 сентября 2009 года вышла замуж за физиотерапевта, который работает в числе медицинского персонала сборной США.